# Harmstonia recta
Harmstonia recta är en tvåvingeart som beskrevs av Robinson 1967. Harmstonia recta ingår i släktet Harmstonia och familjen styltflugor. Inga underarter finns listade i Catalogue of Life.